# 山口友士
山口 友士（やまぐち ゆうし、2002年12月27日 - ）は、日本のプロボクサー。佐賀県多久市出身。三迫ボクシングジム所属。
兄は日本スーパーフライ級王者の山口仁也。

## 来歴

### プロキャリア
2024年6月17日、東京都の後楽園ホールにて、ウェズリー・カガとバンタム級6回戦を行い、6回判定3-0（59-55 × 2、58-56）の判定勝ちを収め、プロデビュー戦を白星で飾った。
2024年10月19日、漣川郡のスレウル・アート・ホールにて、リー・ドンヨンと56.0kg契約6回戦を行い、6回判定3-0（58-57 × 3）の判定勝ちを収めた。
2025年1月14日、東京都の後楽園ホールにて、田中湧也（大橋）とバンタム級8回戦を行い、8回2分50秒TKO負けでキャリア初黒星を喫した。
2025年5月13日、東京都の後楽園ホールにて、金城隼平（RE:BOOT）と日本ユース・バンタム級タイトルマッチを行い、8回判定0-3（75-77 × 3）の判定負けを喫すると共に王座獲得に失敗した。

## 戦績
- アマチュアボクシング：41戦 29勝 12敗
- プロボクシング：4戦 2勝 (0KO) 2敗

| 戦           | 日付           | 勝敗 | 時間    | 内容    | 対戦相手            | 国籍       | 備考                                 |
| ------------ | -------------- | ---- | ------- | ------- | ------------------- | ---------- | ------------------------------------ |
| 1            | 2024年6月17日  | ☆    | 6R      | 判定3-0 | ウェズリー・カガ    | フィリピン | プロデビュー戦                       |
| 2            | 2024年10月19日 | ☆    | 6R      | 判定3-0 | リー・ドンヨン      | 韓国       |                                      |
| 3            | 2025年1月14日  | ★    | 8R 2:50 | TKO     | 田中湧也（大橋）    | 日本       |                                      |
| 4            | 2025年5月13日  | ★    | 8R      | 判定0-3 | 金城隼平（RE:BOOT） | 日本       | 日本ユース・バンタム級タイトルマッチ |
| テンプレート |                |      |         |         |                     |            |                                      |